# Гипотеза Фирузбахт

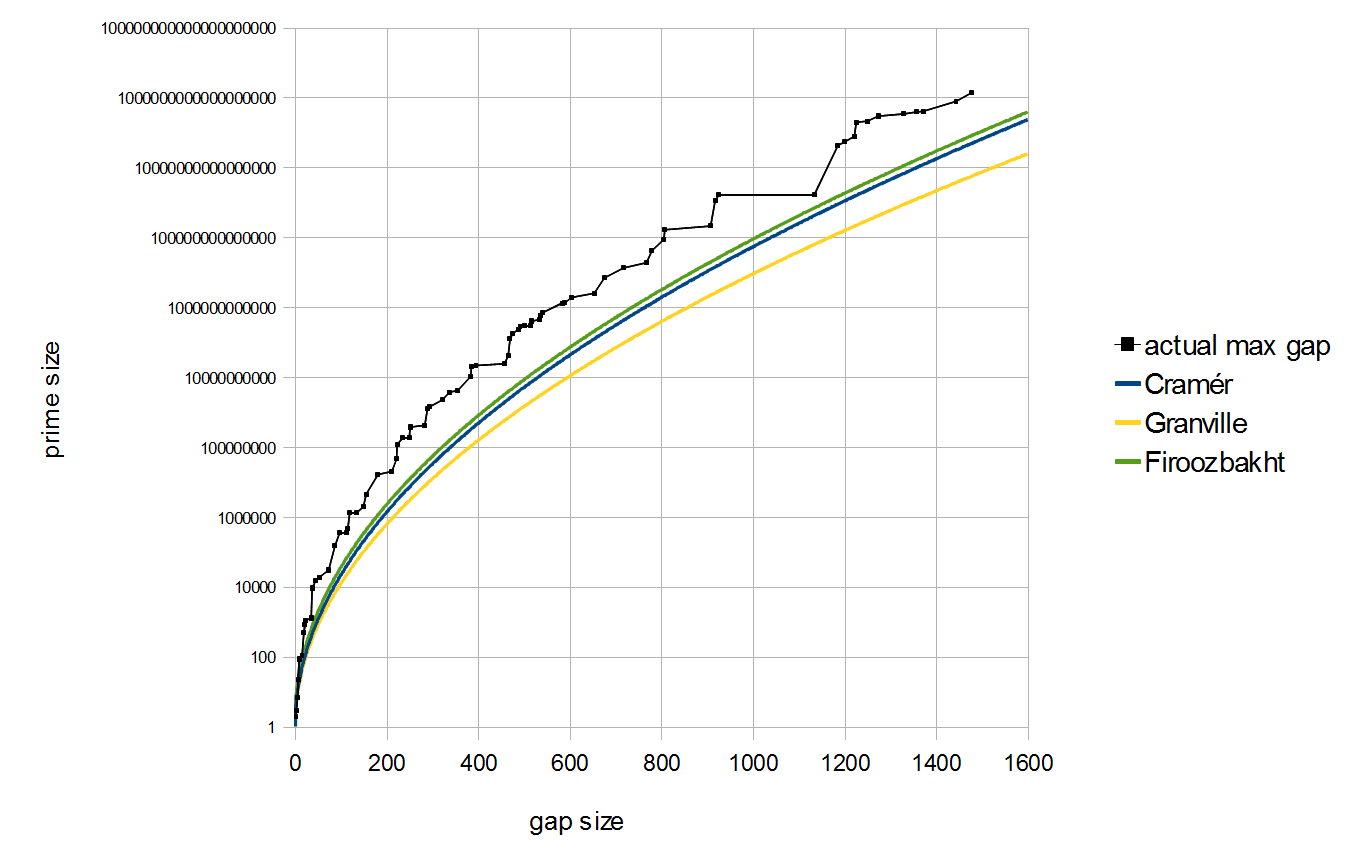
Функция промежутков между простыми числами

Гипо́теза Фиру́збахт — недоказанная математическая гипотеза о распределении простых чисел. Гипотеза носит имя иранского математика Фа́риде Фиру́збахт (1962—2019) из университета в Исфахане, которая высказала её в 1982 году.

## Утверждение гипотезы
Гипотеза утверждает, что {\displaystyle p_{n}^{1/n}} (где {\displaystyle p_{n}} — n-е простое число) является строго убывающей функцией от n, то есть
{\displaystyle {\sqrt[{n+1}]{p_{n+1}}}<{\sqrt[{n}]{p_{n}}}} для всех {\displaystyle n\geqslant 1.}
Эквивалентно:
{\displaystyle p_{n+1}<p_{n}^{1+{\frac {1}{n}}}} для всех {\displaystyle n\geqslant 1,}
см. последовательности A182134, A246782.

## Подтверждение гипотезы
Используя таблицу максимальных интервалов, Фариде Фирузбахт проверила свою гипотезу до 4,444⋅1012. С расширенной таблицей максимальных промежутков гипотеза была проверена для всех простых чисел до {\displaystyle 10^{19}}.

## Связь с другими гипотезами
Если гипотеза верна, то функция интервалов между простыми числами {\displaystyle g_{n}=p_{n+1}-p_{n}} должна удовлетворять неравенству
{\displaystyle g_{n}<(\log p_{n})^{2}-\log p_{n}} для всех {\displaystyle n>4.}
Более того,
{\displaystyle g_{n}<(\log p_{n})^{2}-\log p_{n}-1} для всех {\displaystyle n>9,}
см. также последовательность A111943. Гипотеза находится среди наиболее сильных гипотез о верхних границах для интервалов между простыми числами, она даже несколько сильнее гипотез Крамера и Шенкса. Из гипотезы вытекает сильная форма гипотезы Крамера, а потому она несовместима с эвристикой Гранвилла, Пинтца и Майера, в которой предполагается, что
{\displaystyle g_{n}>{\frac {2-\varepsilon }{e^{\gamma }}}(\log p_{n})^{2}}
встречается бесконечно много раз для любого {\displaystyle \varepsilon >0,} где {\displaystyle \gamma } означает константу Эйлера — Маскерони.
Две связанные гипотезы (см. комментарии к последовательности A182514)
{\displaystyle \left({\frac {\log p_{n+1}}{\log p_{n}}}\right)^{n}<e,}
которая несколько слабее, и
{\displaystyle \left({\frac {p_{n+1}}{p_{n}}}\right)^{n}<n\log n} для всех {\displaystyle n>5,}
которая сильнее.